# Victor Chatenay
Victor Chatenay (* 3. April 1886 in Doué-la-Fontaine, Département Maine-et-Loire; † 12. März 1985 in Saint-Barthélemy-d’Anjou, Département Maine-et-Loire) war ein französischer Jurist, Wirtschaftsmanager und Politiker des Rassemblement du peuple français (RPF) sowie zuletzt der Union pour la Nouvelle République (UNR), der unter anderem zwischen 1959 und 1962 Mitglied des Verfassungsgerichts (Court constitutionnel) war.

## Leben
Chateney absolvierte nach dem Schulbesuch ein Studium der Rechtswissenschaften an der Universität Angers, das er mit einem Lizenziat abschloss. Nachdem er von 1920 bis 1931 als Kaufmann tätig gewesen war, wurde er 1931 stellvertretender Geschäftsführer der Lebensmitteleinzelhandelskette Brisset mit Sitz in Angers und übte diese Funktion bis 1958 aus.
Daneben begann er nach dem Krieg sein politisches Engagement und war zwischen 1947 und 1949 Bürgermeister von Angers. Zugleich war er vom 1. Januar 1948 bis zum 1. Januar 1951 für das Département Maine-et-Loire Mitglied des Senats.
Darüber hinaus wurde er am 17. Juni 1951 als Kandidat des Rassemblement du peuple français (RPF) erstmals zum Abgeordneten der Nationalversammlung gewählt und vertrat dort bis zu seinem freiwilligen Mandatsverzicht im Februar 1959 das Département Maine-et-Loire, wobei er seit dem 2. Januar 1956 die Républicains sociaux (RS) vertrat und zuletzt am 23. November 1958 als Kandidat der Union pour la Nouvelle République (UNR) wiedergewählt wurde.
Neben seinem politischen Engagement fungierte er von 1958 bis 1968 als Generaldirektor der Lebensmitteleinzelhandelskette Brisset und war zugleich geschäftsführendes Vorstandsmitglied der Handelskammer von Saumur.
Am 20. Februar 1959 wurde Chatenay vom Präsidenten der Nationalversammlung Jacques Chaban-Delmas für eine dreijährige Amtszeit zum Mitglied des Verfassungsgerichts, des Court constitutionnel, nominiert. Die Funktion bekleidete er vom 5. März 1959 bis 5. März 1962.